# 諾諾與約克索
《諾諾與約克索》是一部緬甸的漫畫作品，由緬甸仰光當地的Pencell Books工作室製作，並由Nobel Aung編寫和繪製插圖。故事主角為一個活潑的10歲的女孩諾諾（နိုးနိုး，Noe Noe），有一天她在園藝店不小心打破了一個盆栽，於是她只好把盆栽中的小樹偷偷帶回家，結果小樹中突然出現一個奇特的樹靈約克索（ရုက္ခစိုး，Yogasoe，取自緬甸傳統民間信仰的神靈）；由於約克索可以通過自己的力量變成任何人的樣子，因此也發生了許多趣事。故事反映了1990年代的緬甸社會，包含家庭和學校生活。

## 外部連結
- Pencell Studio官方FB專頁 （页面存档备份，存于）
- 《Noe Noe & Yogasoe》官方FB專頁 （页面存档备份，存于）
- YouTube上的《Noe Noe & Yogasoe နိုးနိုးနဲ့ရုက္ခစိုး》 官方宣傳動畫 (Pencell Studio)